# Licoma
Licoma (genauer: Villa Libertad Licoma) ist eine Ortschaft im Departamento La Paz im Tiefland des südamerikanischen Anden-Staates Bolivien.

## Lage im Nahraum
Villa Libertad Licoma ist der zentrale Ort des Municipios Licoma Pampa in der Provinz Inquisivi. Die Ortschaft liegt auf einer Höhe von 1919 m, fünfundzwanzig Kilometer östlich der schneebedeckten Gipfel der Cordillera Real zwischen den Ortschaften Cajuata und Inquisivi.

## Geographie
Villa Libertad Licoma liegt in einem der Täler auf der Ostseite der Kordillere Quimsa Cruz, zwischen dem bolivianischen Altiplano im Westen und dem Amazonas-Tiefland im Osten.
Die mittlere Durchschnittstemperatur der Region liegt bei etwa 22 °C, der Jahresniederschlag beträgt 700 mm (siehe Klimadiagramm). Die Region weist ein ausgeprägtes Tageszeitenklima auf, die Monatsdurchschnittstemperaturen schwanken nur unwesentlich zwischen 18 °C im Juni/Juli und 24 °C im November/Dezember. Die Monate April bis Oktober sind arid, die Monatsniederschläge liegen zwischen unter 10 mm in den Monaten Juni und Juli und zwischen 130 und 150 mm von Januar bis Februar.

## Verkehrsnetz
Villa Libertad Licoma liegt in einer Entfernung von 255 Straßenkilometern südöstlich von La Paz, der Hauptstadt des gleichnamigen Departamentos.
Von La Paz führt die Nationalstraße Ruta 3 in östlicher Richtung bis Unduavi, und von dort die Ruta 25 in südöstlicher Richtung 195 Kilometer über Chulumani und Irupana bis Villa Libertad Licoma und über Inquisivi weiter Richtung Cochabamba. In Inquisivi zweigt in südwestlicher Richtung die Ruta 109 ab, kreuzt den Höhenzug der Serranía de Sicasica und endet bei Belén an der Ruta 1, welche die Großstädte La Paz und Oruro verbindet.

## Bevölkerung
Die Einwohnerzahl der Ortschaft ist in den vergangenen beiden Jahrzehnten auf mehr als das Doppelte angestiegen:
| Jahr | Einwohner | Quelle       |
| ---- | --------- | ------------ |
| 1992 | 795       | Volkszählung |
| 2001 | 1036      | Volkszählung |
| 2012 | 2340      | Volkszählung |
| 2024 |           | Volkszählung |